# La Chapelle-d'Armentières Communal Cemetery
Le cimetière La Chapelle-d'Armentières Communal Cemetery est un cimetière de la Première Guerre mondiale situé à La Chapelle-d'Armentières (Nord).